# Sr2
Електровоз Sr2 - односекційний чотиривісний вантажопасажирський електровоз змінного струму (25 кВ), залізниць Фінляндії (VR), створений компанією SLM/ABB на базі серійного електровоза Re 460 (Lok 2000) Швейцарських залізниць.
Sr2 були випущені для поступової заміни застарілих електровозів серії Sr1, і на сьогоднішній день є найпотужнішими локомотивами залізниць Фінляндії.
У Фінляндії ці локомотиви отримали прізвиська Морська свинка (фін. Marsu),Едельвейс (фін. Alppiruusu) і Годинник із зозулею (фін. Käkikello) через своє швейцарського походження.

## Технічна інформація
Під час введення в експлуатацію, Sr2 був найпотужнішим і найшвидкий локомотивом VR. Максимальноа конструкційна швидкість 230 км/год. Під час випробувань електровоз досяг швидкості  232 км/год. Тим не менш, пізніше VR обмежила максимальну швидкість до  210 км/год, оскільки випробування вимагають розігнати машину на 10% швидше, від експлуатаційної швидкості.

## Номерація
Електровози нумеруються таким чином:
- 3201 - 3220
- 3221 - 3240
- 3241 - 3246